# 北浦和ターミナルビル
北浦和ターミナルビル（きたうらわターミナルビル）は、埼玉県さいたま市浦和区に所在する高層マンションである。バスターミナルやクイーンズ伊勢丹、地下駐車場、会議室などを併設し、北浦和ターミナルビル株式会社が管理を行っている。住宅部はハイムプラザ北浦和。

## 概要
北浦和1丁目地区第一種市街地再開発事業により建設された。敷地面積は0.35ha。
北浦和駅東口を発着するバスは多いが駅前ロータリーは狭かったため、老朽木造家屋の多かった当地区の再開発はバスターミナルを備えた建物になった。また駅前という立地を生かし商業施設（クイーンズ伊勢丹）が入居している。
北浦和ターミナルビル株式会社が再開発を行い、完成後は商業施設、バスターミナル、公共公益施設、地下駐車場などの管理を行っている。

## 沿革
- 1970年（昭和45年） - 北浦和東地区再開発促進委員会から、バスターミナル等の整備を求める請願書が浦和市に提出され、再開発の契機になった。
- 1996年（平成8年）7月 - 再開発事業の都市計画が決定。
- 1998年（平成10年）10月 - 事業計画認可。
- 1999年（平成11年）10月 - 権利変換計画認可。
- 2001年（平成13年）5月 - 浦和市・大宮市・与野市が合併し、所在地がさいたま市となる。
- 2002年（平成14年）2月 - 建物が竣工。

## 周辺施設
- 浦和元町シティ
- 埼玉県立浦和高等学校